# Viktor und Viktoria (1933)
Viktor und Viktoria es una película alemana de 1933 dirigida por Reinhold Schünzel.

## Argumento
Suzane es una cantante de cabaret frustrada porque no logra que su carrera arranque. Su suerte cambiará cuando se haga pasar por un hombre que se disfraza de mujer.

## Otras versiones
En 1934 se estrenó un remake francés de esta película bajo el título Georges et Georgette, dirigida por Roger Le Bon y Reinhold Schünzel.
Viktor und Viktoria fue estrenada en Estados Unidos bajo el título Viktor and Viktoria. En 1935 se estrenó en el Reino Unido una versión dirigida por Victor Saville titulada First a Girl.
En 1957 se estrenó una versión alemana en color, bajo el mismo título, dirigida por Karl Anton.
Con un argumento similar en 1975 se estrenó en Argentina la película Mi novia el..., cuyo título original, mutilado por la censura, era Mi novia el travesti. 
En 1982 se estrenó en Estados Unidos un nuevo remake titulado Victor Victoria. Una versión televisiva fue estrenada en 1995 bajo el título Victor/Victoria. Estas dos versiones estuvieron protagonizadas por Julie Andrews.
- Datos: Q573077